# Lance Cade
Lance McNaught (Carroll, 1981 - San Antonio, 2010), més conegut al ring com a Lance Cade, fou un lluitador professional estatunidenc que treballava a la marca RAW de World Wrestling Entertainment.